# DP-Lager Meerbeck
Das DP-Lager Meerbeck war im Anschluss an den Zweiten Weltkrieg ein DP-Lager für mehrere Tausend Displaced Persons (DP), dass in Meerbeck im heutigen Niedersachsen eingerichtet wurde. Dafür musste die Bevölkerung des Ortes ihre Häuser räumen und wurde während des Bestehens des Lagers von 1945 bis 1948 in Nachbarorten untergebracht.

## Allgemeines
Nach dem Zweiten Weltkrieg und im Zuge der Besetzung Deutschlands durch die Alliierten wurden in den drei West-Zonen hunderte von Lagern eingerichtet, um etwa 6,4 Millionen ehemalige ausländische Zwangsarbeiter, aus den Konzentrationslagern befreite Menschen, Flüchtlinge und auch Personen aus baltischen Ländern unterzubringen, bevor sie repatriiert werden konnten. Allein im Arbeitsamtsbezirk Stadthagen gab es im September 1944 einer Statistik zufolge 5237 Zwangsarbeiter, etwa zu gleichen Teilen Frauen und Männer, davon 2551 sogenannte Ostarbeiter.
Einer Anweisung des SHAEF vom 8. Mai 1945 zufolge, sollte die Wohlfahrt und Repatriierung der Displaced Persons höchste Priorität haben. Dies konnte bedeuten, sie in deutschen Dörfern oder Kleinsiedlungen unterzubringen und die deutsche Bevölkerung zu evakuieren. Für die Unterbringung in geschlossenen Siedlungen und die Trennung von der deutschen Bevölkerung gab es sicherheitspolitische Erwägungen. In der Praxis blieb die Räumung von Dörfern aber eine Ausnahme.
In den damaligen Kreisen Bückeburg und Stadthagen, die 1946 zum Landkreis Schaumburg-Lippe vereinigt wurden, gab es neben Meerbeck noch zwei andere Gemeinden mit Frille und Cammer bei Bückeburg, deren Bewohner am 15. bzw. am 30. Mai 1945 ihre Häuser für die Aufnahme von Displaced Persons verlassen mussten, was bis mindestens Februar 1947 andauerte.

## Räumung und Belegung von Meerbeck

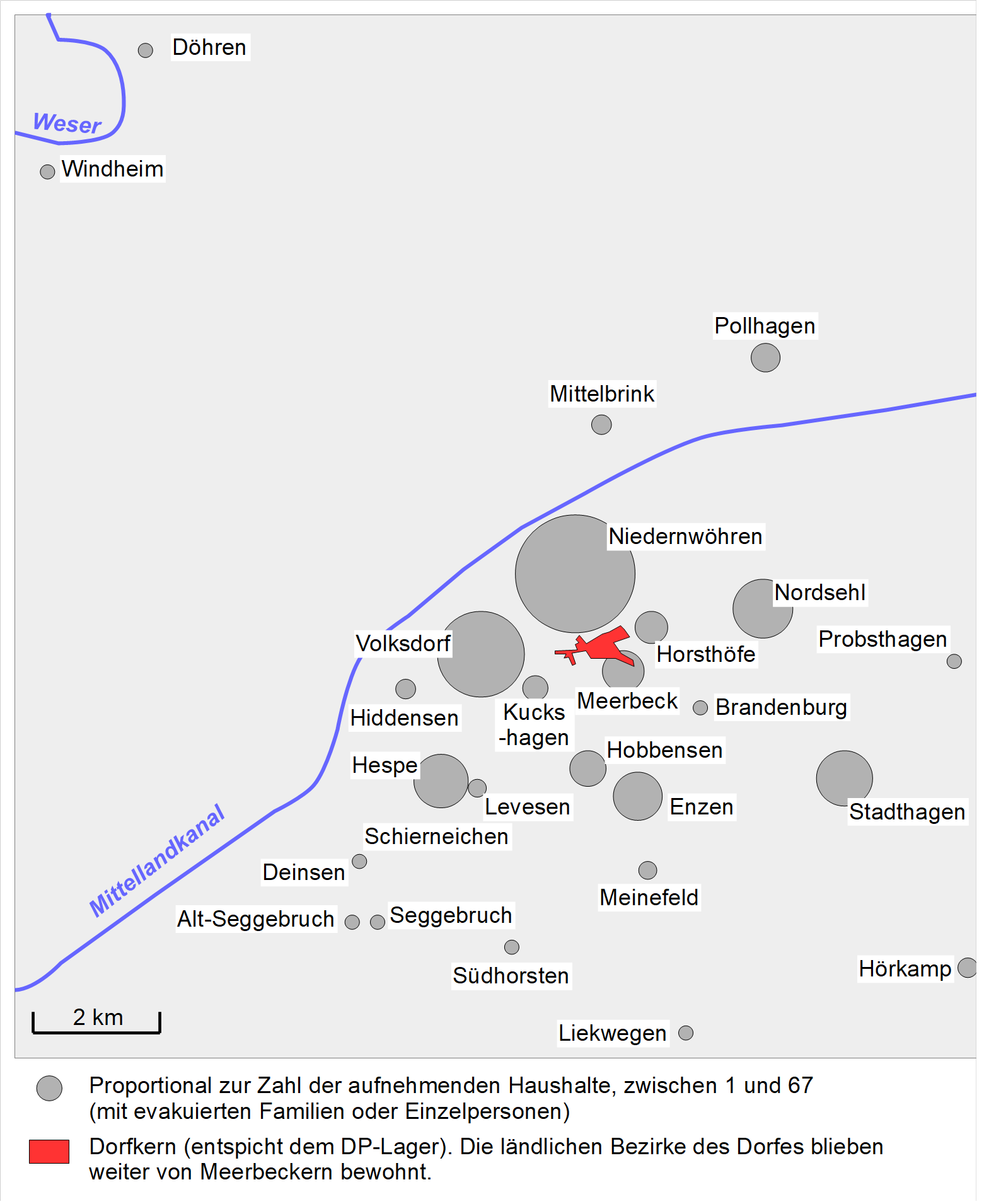
Verteilung der Einwohner Meerbecks auf die Dörfer der Umgebung nach der Räumung des Dorfes am 9. Mai 1945

Am 9. Mai 1945 wurde Meerbeck auf Anordnung der britischen Militärregierung für die Unterbringung von Displaced Persons, also vom NS-Staat für die Zwangsarbeit deportierte Menschen, geräumt. Die Meerbecker wurden in den umliegenden Gemeinden untergebracht. Eine schriftliche Begründung für die Wahl Meerbecks durch die britischen Militärregierung gab es nicht. Unter den Bewohnern Meerbecks kursierte das Gerücht, dass diese Maßnahme etwas mit der Ermordung einer am 26. November 1944 bei Meerbeck abgestürzten amerikanischen Bomberbesatzung zu tun haben könnte. Allerdings hatte die britische Militärregierung die Unterbringung der Displaced Persons auf vier Orte in Schaumburg-Lippe konzentriert, wovon drei evakuiert wurden. Dies waren neben Meerbeck im Kreis Stadthagen auch Frille und Cammer im Kreis Bückeburg. Ein DP-Lager befand sich in Steinhude.
In das Lager Meerbeck kamen zunächst 1458 Personen, bei denen es sich um Esten, Franzosen, Griechen, Italiener, Letten, Polen, Rumänen, Serben, Ukrainer und Ungarn handelte. Die Zahl der untergebrachten Personen in Meerbeck wuchs auf 1974 im September 1945 und auf 2994 Letten, Esten, Litauer und Polen im Dezember 1945. Die Zusammensetzung der Lagerbewohner hat sich in der Folge des am 22. Mai 1945 unterzeichneten interalliierten Leipziger Abkommens verändert. Die sich in den drei Westzonen aufhaltenden Sowjetbürger und auch die Westeuropäer sind praktisch vollständig, die Polen aber nur zu 10 % repatriiert worden, während alle Angehörigen der drei baltischen Länder als „Nichtrückkehrer“ galten. In der folgenden Zeit bis September 1946 stieg die Bewohnerzahl des Lagers auf 3012 Personen an.

### Baltische Displaced Persons
Das Lager, zunächst Assembly center wurde in der Sprache der Alliierten ab September 1945 DP-Lager, Den ethnischen Balten, die in der Wehrmacht oder der Waffen-SS gedient hatten und sich anschließend in alliierter Kriegsgefangenschaft befanden, wurde im Laufe des Jahres 1946 der DP-Status zugesprochen. In Meerbeck waren im November 1947 zwischen 2700 und 3000 Displaced Persons untergebracht, die Zahl sank bis Januar 1948 auf etwa 2500. Der Autor Hermann Banser zitiert einen ehemaligen Lagerbewohner, der behauptete, im Frühjahr 1947 seien geschätzt 85 % der Bewohner Balten, davon zwei Drittel Letten, ein fünftel Litauer und die Übrigen Esten gewesen. Diese Angaben entsprechen in etwa den Proportionen der Balten in den drei West-Zonen. Weiter sagte der Lagerbewohner, dass im Frühling 1947 eine unbestimmte Zahl von ehemaligen baltischen Wehrmachtsangehörigen dazu kam, deren Familien im Lager Meerbeck wohnten. Eine litauische Quelle gibt 750 Litauer im Lager für 1946 an. Für die lettischen Displaced Persons, die später in Meerbeck die Mehrheit der Lagerbewohner bildeten, gab es in den drei westlichen Besatzungszonen insgesamt 27 Lager mit jeweils 1000 bis 5000 Bewohnern.

### Lagerleben
Laut der „Allgemeinen Litauischen Enzyklopädie“ (Visuotine Lietuviu Enciklopedija) kamen im Juli 1945 die ersten Litauer nach Meerbeck, deren Zahl 1946 auf 750 Menschen anwuchs. Seit 1945 gab es im Lager einen Kindergarten für 30-40 Kinder, eine Grundschule für 58-62 Schüler, eine gymnasiale Unterstufe mit 30 Schülern und ab 1946 eine Oberstufe. Daneben eine Volksuniversität. Zu kulturellen Aktivitäten trafen sich die litauischen Bewohner in einem gemischten Chor, einer Volkstanzgruppe und einem Theater. Es wurde auch vielerlei Sport getrieben, und zwar Basketball, Volleyball, Tischtennis, Leichtathletik und auch Schach. Die mehrheitlich katholischen Litauer organisierten ihre Gottesdienste in einer Kapelle, besaßen ein Pfadfinderbüro und eine litauisch-katholische Schülervereinigung. Zwischen 1945 und 1947 erschienen 13 verschiedene Zeitungen, in einem eigenen Verlag wurden von 1946 bis 1948 achtzehn Bücher veröffentlicht. Das Lagerpostamt verkaufte eigens kreierte litauische Briefmarken. Kurz vor der Schließung des Lagers wurden die Litauer in das in ehemaligen Wehrmachtsbaracken eingerichtete DP-Lager Wehnen bei Oldenburg überstellt. Dort lebten 1954 noch Litauer, als das Lager Besuch von einem litauischen Bischof erhielt. Das Lager wurde 1959 endgültig aufgelöst.
Das reiche kulturelle Leben, vor allem bei der seit Ende 1945 bestehenden Bewohnermehrheit der Letten, wurde unter dem Titel „Meerbeck – ein Zentrum der schönen Künste“ dargestellt. Der Autor Hermann Banser schrieb 2004 im Begleittext zu einem Foto, das eine Gruppe von lettischen Flüchtlingen, neun Männer, eine Frau und fünf Kinder, in freundlicher Atmosphäre vor dem Gartentor eines Fachwerkhauses versammelt zeigt: „[Die Flüchtlinge] entwickelten ein straff organisiertes und reges kulturelles Leben in Meerbeck. Im Gemeindesaal war das Rigaer Nationaltheater untergekommen, und im Pfarrhaus gab es das lettische Gymnasium“. Es gibt Fotos mit einer Gruppe von lettischen Ärzten und Krankenschwestern und einem lettischen Chor in Meerbeck.

### Folgen für die Meerbecker Einwohner

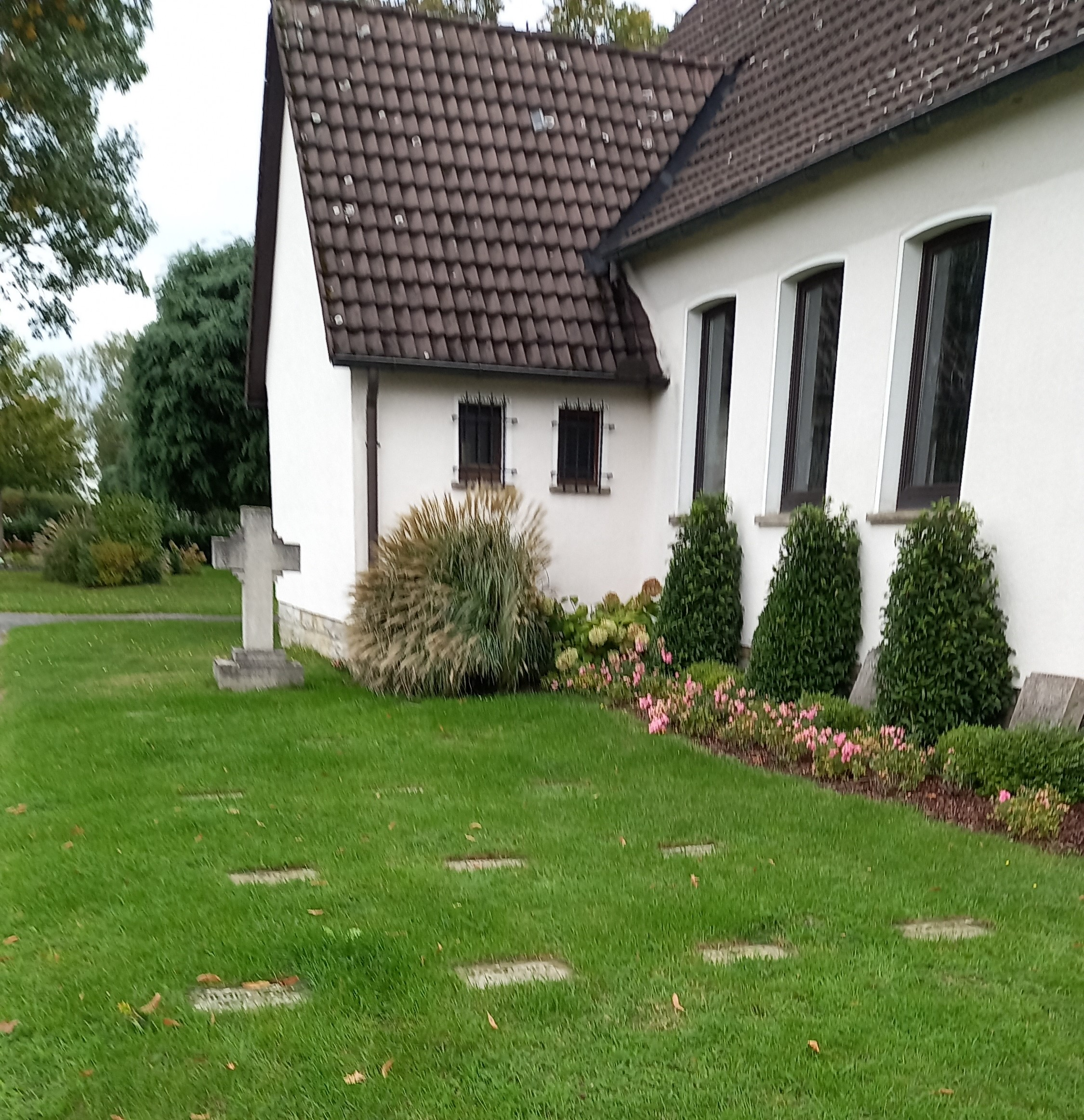
Gräberfeld mit 16 Gräbern von in Meerbeck zwischen 1945 und 1948 verstorbenen Lagerbewohnern

Ab dem 15. September 1948 konnten die ersten Bewohner von Meerbeck wieder in ihre Häuser zurückkehren. Die Erinnerung an das Lager ist bei den Meerbecker Autoren je nach Darstellung unterschiedlich, denn neben den oben zitierten positiven Aspekten werden auch eine Reihe von Vorwürfen formuliert. So wirft der Autor Heinrich Munk den Lagerbewohnern vor, für eine erhöhte Kriminalität in der Gegend verantwortlich zu sein, in der Regel Viehdiebstähle. Seiner Darstellung nach „hausten“ die deportierten Ausländer in den Häusern, wo sie teils Schnapsbrennereien eingerichtet hätten. Die Meerbecker hätten bei der Rückkehr ihre Häuser in einem trostlosen Zustand wiedergefunden. Diese Aspekte nehmen auch einen großen Teil in der Darstellung und Dokumentensammlung beim Autor Hermann Banser ein. Der Vorwurf, dass die Displaced Persons die Häuser und Felder in einem trostlosen Zustand zurückgelassen hätten, wurde nicht nur in Meerbeck, sondern auch von anderen Orten, wie dem Lager Blomberg bei Detmold geäußert. Wie in Blomberg waren auch in Meerbeck die Häuser deutlich überbelegt mit 2500 bis 3000 Displaced Persons im Ort, wo vorher etwa 1300 Menschen gelebt hatten (750 Einwohner und 550 Flüchtlinge sowie Evakuierte in etwa 120 Häusern und Gehöften mit 215 Haushaltungen). Entsprechend überbelegt waren die Wohnungen, wo eine ganze Familie oft ein oder zwei Räume bewohnte. Jeder Eigentümer bekam 1948 nach der Währungsreform 500 DM für Rückbaukosten. Das wurde manchmal als ungenügend empfunden, aber ein Jahr später waren „sämtliche Schäden beseitigt“. Die Gemeinde erhielt 1953 für die Instandsetzung der Häuser ungefähr 615.000 DM.
Auf dem Friedhof existieren heute noch 16 Gräber von ehemaligen Lagerbewohnern, darunter Säuglinge, Kinder, jüngere und ältere Frauen und Männer, die zwischen 1945 und 1948 verstorben sind. Ihre Gräber wurden 1985 an die Westseite der Friedhofskapelle mit einem dauernden Ruherecht umgebettet.

### Einordnung der Plünderungsvorwürfe
Der Historiker Gerd Steinwascher hat das Problem der Rechtsunsicherheit und der damit verbundenen Plünderungen und Gewalttaten in Schaumburg-Lippe untersucht. So gab es von April 1945 bis März 1946 1200 Meldungen mit sinkender Tendenz im Kreis Stadthagen. Diese wurden von den Anzeigenden überwiegend ehemaligen Zwangsarbeitern polnischer und russischer Herkunft angelastet. Aus der Sicht der ehemaligen Zwangsarbeiter konnte es sich aber auch um eine Form von Wiedergutmachung oder Rache oder der Beschlagnahme des Lebensnotwendigen handeln. In einem Drittel der Fälle handelte es sich möglicherweise um als Beschlagnahmungen getarnte Plünderungen durch Angehörige der britischen Truppen. Auch für die Einrichtung der DP-Lager wurde teils „wild“ in Schulen und Firmen requiriert, u. a. weil z. B. die Meerbecker bei der Räumung des Dorfes alles mitgenommen hatten, was sich transportieren ließ. Zur Situation gehört aber auch, dass deutsche Kriminalität den Briten häufig nicht gemeldet wurde, dass es in einem dokumentierten Fall eine Massen-Plünderungsaktion in einem Textil- und Schuhlager unter Beteiligung von Deutschen, darunter Meerbeckern, gab und auch in anderen Fällen Deutsche und Displaced Persons bei Diebstählen oder auf dem Schwarzmarkt gemeinsam handelten. Gerd Steinwascher kommt zu dem Schluss, dass Displaced Persons „lange im Bewußtsein der Deutschen ein Synonym für Kriminelle [waren]“ und dass „die von den Nationalsozialisten verbreiteten rassistischen Vorstellungen vor allem gegen die slawische Bevölkerung [...] hier nachträglich Nährboden [fand].“